# 大猫山
大猫山（おおねこやま）は、富山県魚津市と中新川郡上市町にまたがる山。標高は2070m。
富山県登山連盟の富山の百山の一つ。

## 概要
東芦見尾根の途中にある、猫又山の一部の山体の一部のようにも見える山である。別名でブナクラ山とも言われる。
山頂は剱岳などの眺めが良い。

## 登山
登山道は、ボランティアグループによって切り開かれた、ブナクラ谷右岸尾根を詰めるルートがある。山頂まで約4時間。登山口には駐車場があったが、2022年11月現在ブナクラ谷での工事の為、馬場島から徒歩5分ほどでゲートで通行止めとなっている。